# Halványbarna döggomba
A halványbarna döggomba (Entoloma sepium) a döggombafélék családjába tartozó, Európában honos, erdőszéleken, réteken, kertekben rózsafélék alatt élő, ehető gombafaj.

## Megjelenése
A halványbarna döggomba kalapja 3-10 cm széles, fiatalon kúp alakú, majd domborúan, idősen laposan kiterül, közepém többnyire lapos, széles púppal. Színe fehéres, halványokkeres vagy szürkés, megszáradva nem fakul. Felszíne sima, szálas, szárazon selymesen fénylő. Széle fiatalon begöngyölt. 
Húsa vastag, ruganyos, színe fehéres, sérülésre narancsvörösen elszíneződik. Szaga gyümölcsös, sérülésre lisztes, íze lisztszerű.
Közepesen sűrű lemezei tönkhöz nőttek. Színük fehér, a spórék érésével rózsás, hússzínű árnyalattal. 
Tönkje 5-10 cm magas és 0,5-2 cm vastag. Alakja hengeres, általában a töve felé vastagodik. Színe fehéres. Felszíne szálas, selymes. 
Spórapora rózsaszín. Spórája szögletes, 5-7 csúcsú, mérete 7,5-11 x 7-10 µm. 

### Hasonló fajok
A mérgező nagy döggomba, az ehető tövisaljagomba (amelynek húsa sérülésre nem vörösödik) és a nem ehető ezüstszürke döggomba hasonlít hozzá.

## Elterjedése és termőhelye
Európában honos. Magyarországon gyakori. 
Réteken, bozótosokban, erdőszéleken, kertekben nő, mindig rózsafélék alatt. Áprilistól júniusig terem. 
Ehető, de a mérgező fajokkal való összetéveszthetősége miatt csak április-májusban érdemes gyűjteni.